# 9309 Platanus
9309 Platanus este un asteroid din centura principală de asteroizi.

## Descriere
9309 Platanus este un asteroid din centura principală de asteroizi. A fost descoperit pe 20 septembrie 1987 la Smolyan de Eric Walter Elst. El prezintă o orbită caracterizată de o semiaxă mare de 3,18 ua, o excentricitate de 0,18 și o înclinație de 2,6° în raport cu ecliptica.